# Spondyle bupreste
Spondylis buprestoides
Espèce
Le spondyle bupreste, Spondylis buprestoides, est une espèce d'insectes coléoptères aux fortes mandibules, de la famille des Cerambycidae, décrit par Carl von Linné en 1758.

L'imago est bien présent de juin à septembre, en France, Belgique et Luxembourg dans les forêts de pins, surtout de pin sylvestre,.
Ses larves vivent dans les souches et les troncs de pins non écorcés.

## Galerie de Wikipedia

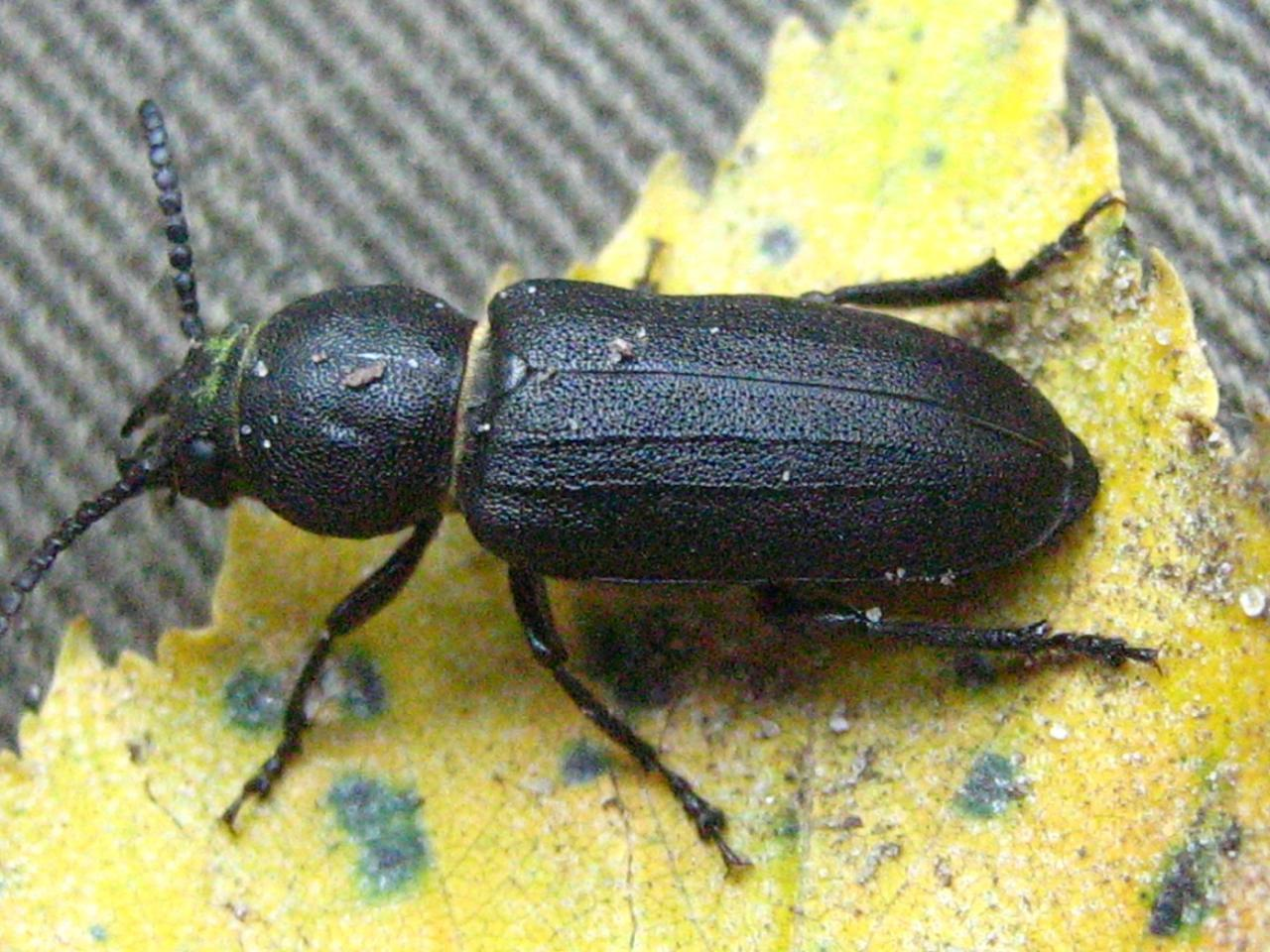
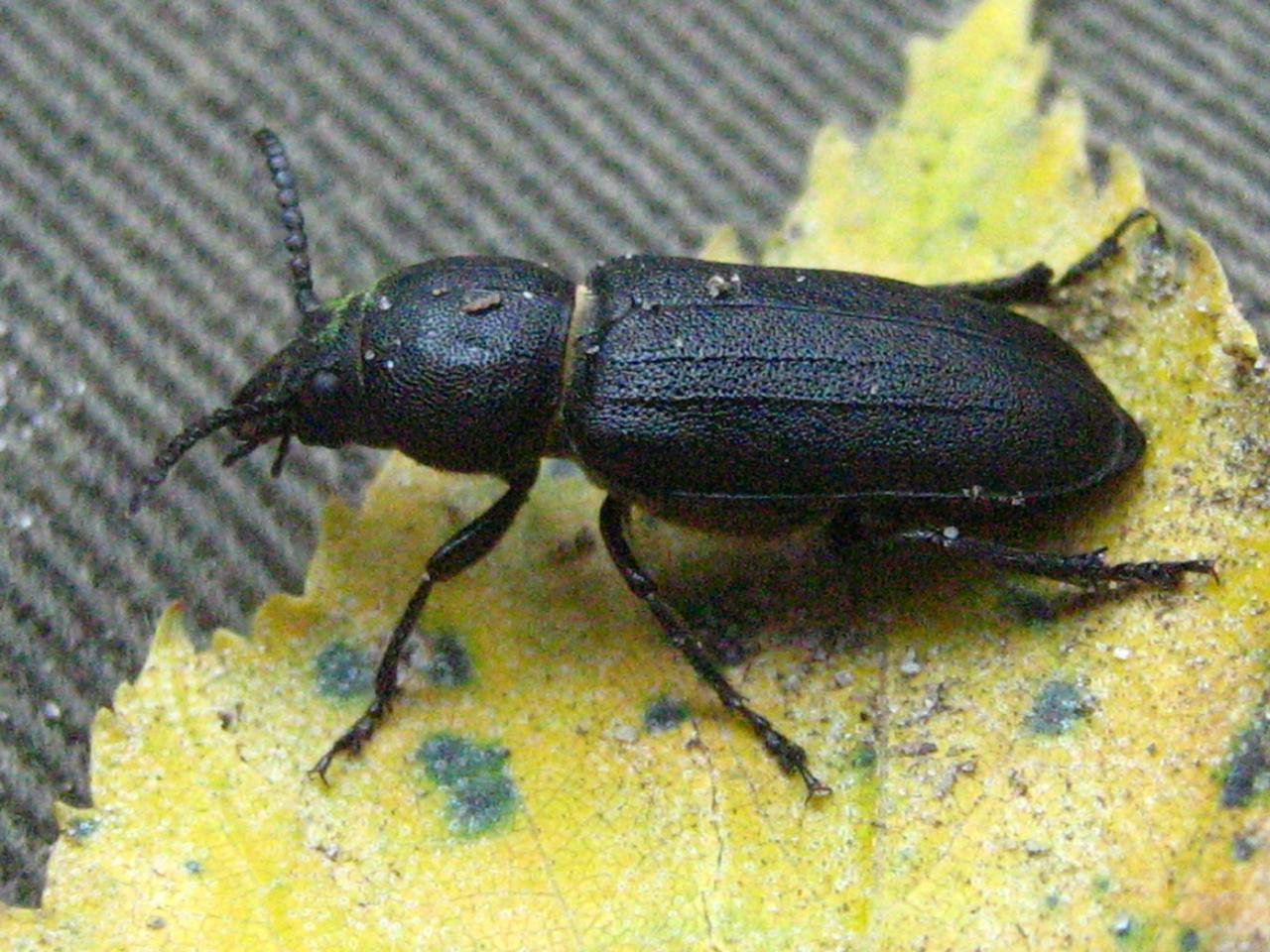
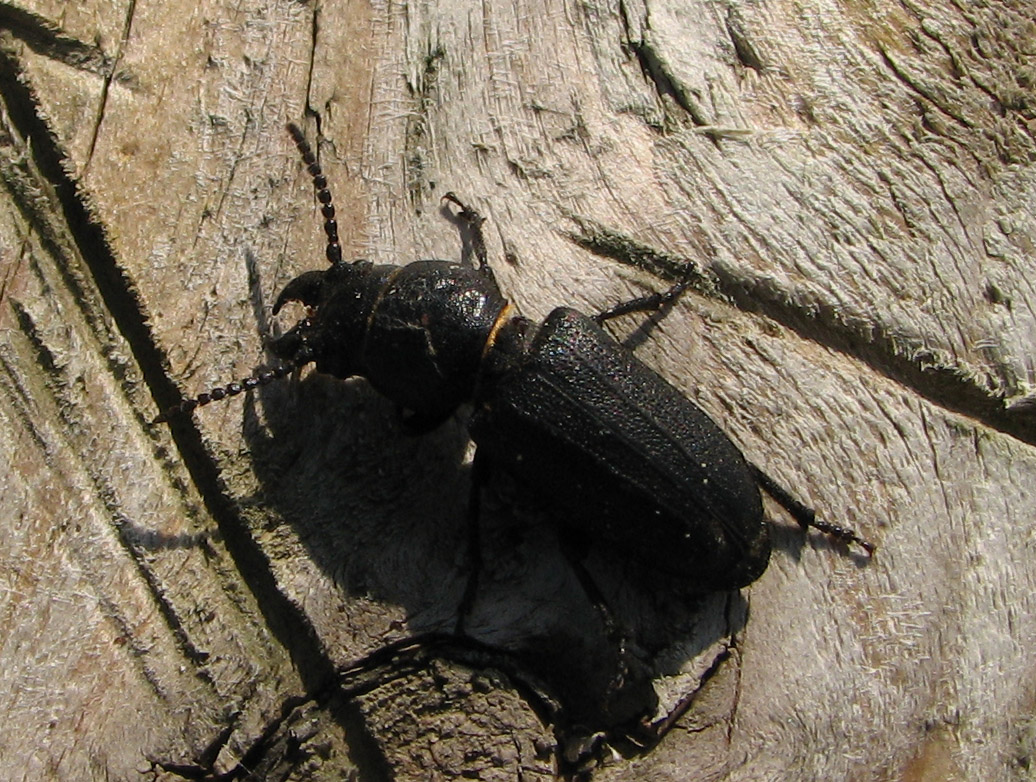
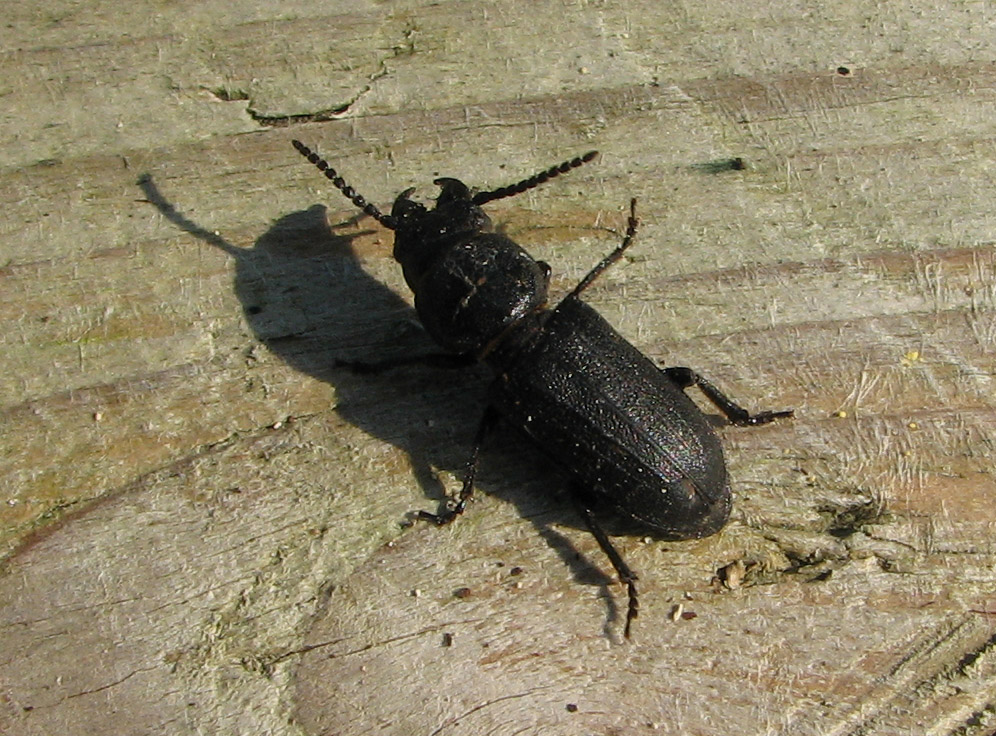
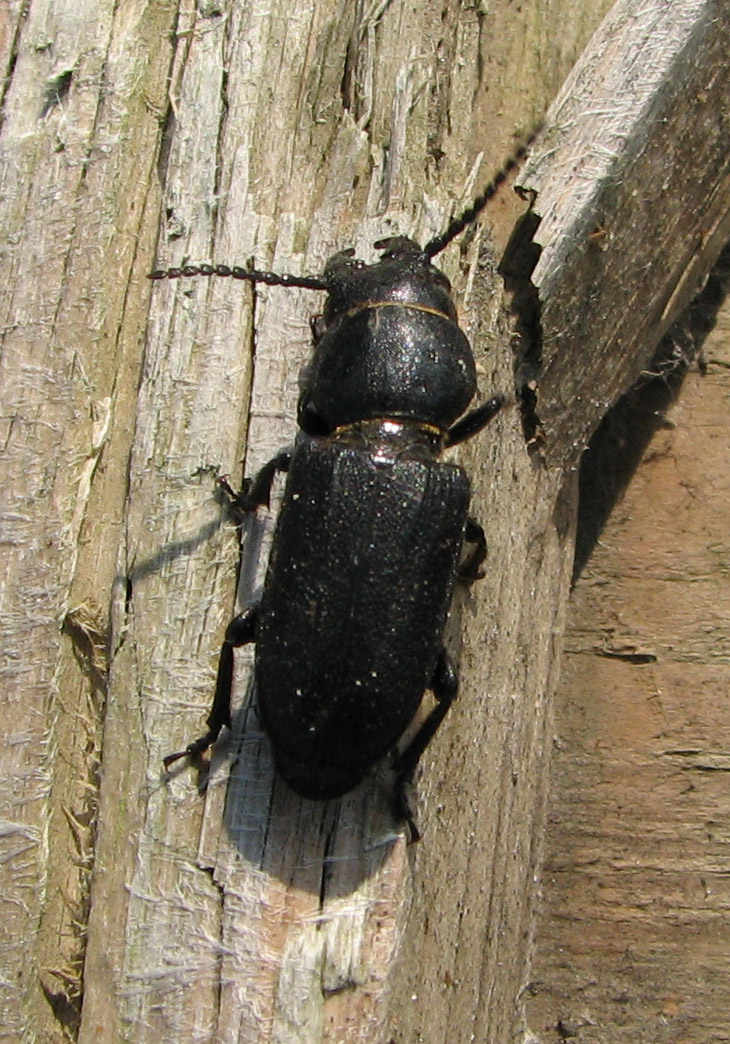
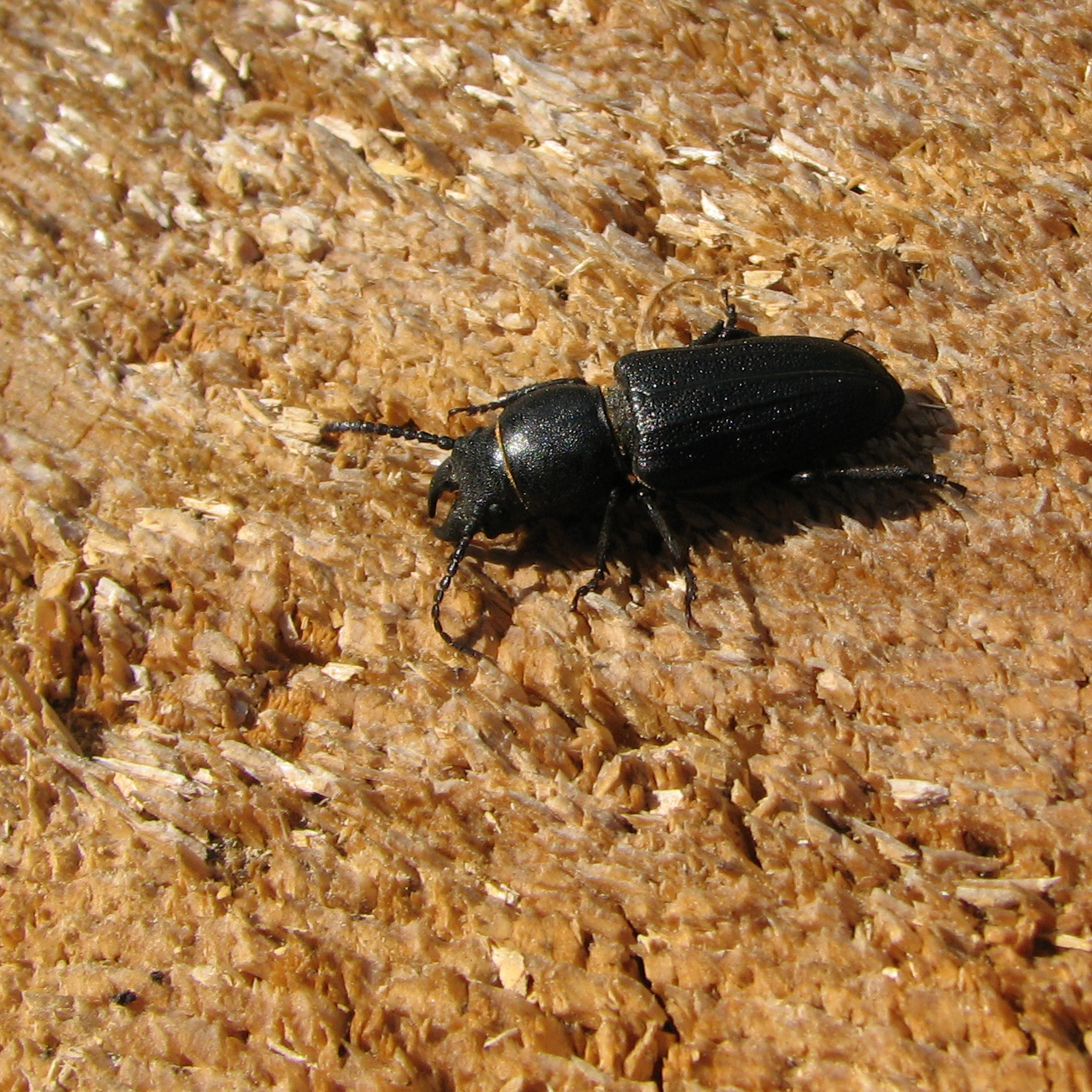